# Sidsoré Kader Ouédraogo
 (février 2024).
Si vous disposez d'ouvrages ou d'articles de référence ou si vous connaissez des sites web de qualité traitant du thème abordé ici, merci de compléter l'article en donnant les références utiles à sa vérifiabilité et en les liant à la section « Notes et références ».
Sidsoré Kader Ouédraogo est un officier pilote et homme politique burkinabé.

## Biographie
Capitaine issu de la 12ème promotion de l'AMGN et de la 12ème promotion du PMK, cet officier décrit comme brillant et discret, est bien apprécié au sein des aviateurs militaires. Cela semble avoir pesé dans sa désignation comme le porte-parole du Mouvement patriotique pour la sauvegarde et la restaurationen 2022. Au rôle de porte-parole, il sera substitué par le Lieutenant-Colonel Kaboré Cyprien. Mais la lecture du discours du 24 janvier 2022 avait déjà fait de Sidsoré Kader Ouedraogo, un personnage populaire, pressenti à des hautes fonctions.  
Le 31 janvier 2022, la constitution est rétablie et Sidsoré Kader Ouédraogo ne sera plus aperçu publiquement, alimentant parfois des rumeurs de dissensions au sein du MPSR.
Plusieurs proches le décrivent comme une personne réservée. Il a participé à diverses formations et stages en Europe, en Afrique et au Moyen-Orient. Le 30 septembre 2022, à la prise du pouvoir du Capitaine Traoré Ibrahim, Sidsoré Kader Ouedraogo aide à éviter un bain de sang entre frères d'armes en conflit. Avec d'autres officiers pilotes et des forces spéciales, il est membre de l'équipage qui exfiltre au Togo le président Damiba Paul Henri après sa démission.
Sidsoré Kader Ouedraogo de retour au Burkina Faso à la suite d'une médiation de haut niveau entre les autorités togolaises et burkinabé, est placé pendant quelques mois en résidence surveillée à Ouagadougou avant de reprendre service.
Il a occupé la fonction de chargé de missions à la présidence du Faso en 2022 avant d'être remplacé en 2023. D'autres sources affirment que cette nomination n'a pas été suivie d'une prise de fonction effective. Il s'agirait d'une nomination politique dans un contexte de tensions internes au sein du MPSR. Sidsoré Kader Ouedraogo n'aurait pas effectué les formalités administratives de prise de fonction et serait resté au sein de l'Armée de l'Air du Burkina dans le cadre de ses précédentes fonctions techniques.  